# Pomponsrácok
A Pomponsrácok (eredeti cím: Fired Up!) 2009-ben bemutatott amerikai filmvígjáték, amelyet elsőfilmes rendezőként Will Gluck rendezett. A főbb szerepekben Nicholas D’Agosto, Eric Christian Olsen, Sarah Roemer, Molly Sims és Danneel Harris látható.
Az Amerikai Egyesült Államokban 2009. február 20-án mutatták be a mozikban. Általánosságban negatív véleményeket kapott a kritikusoktól és bevételi szempontból is alul teljesített; a 20 milliós gyártási költségvetésével szemben mindössze 18,5 millió dollárt tudott gyűjteni. 

## Cselekmény
A középiskolások, Nick és Shawn a Gerald R. Ford Középiskola focicsapatának sztárjai, emellett sármos felszedőművészek. Csapatuk két hétre egy focitáborba készül, de egyikük sem akar elmenni, hiszen lányok nélkül kellene kibírniuk. Egy partin megtudják a „Tigrisektől”, az iskolájuk pompomlányaitól, hogy egy pompomlánytáborban 300 pompomlány találkozik, ahol gyakorolni fognak. Ekkor megkérik Poppyt, Nick húgát, mutasson nekik néhány mozdulatot, hogy bejuthassanak a táborba. Felveszik őket, bár a „Tigrisek” kapitánya, Carly ellenzi ezt. 
Amikor megérkeznek a szurkolótáborba, remekül érzik magukat, és rengeteg lánnyal találkoznak. Shawn és Carly közelebb kerülnek egymáshoz, majd a fiú beleszeret a lányba, így már nincs kedve lányokkal ismerkedni. Sajnos Carlynak van egy barátja, Rick, aki csak azért kezdett vele kapcsolatba, hogy megbékítse a szüleit, akik nagyon szeretik Carlyt, és hogy megkapja, amit akar. Ő is pompomlányokkal találkozgat. Shawn rájön, és el akarja mondani Carlynak, de Rick félbeszakítja őket, aki teljesen bizalmatlan Shawnnal és Nickkel szemben. Nick is szerelmes lesz, méghozzá az edző vonzó feleségébe, Diorába. A nő többször is visszautasítja a férfit. 
A tábor kezdetekor Nick és Shawn úgy döntöttek, két hét után újra elmennek, hogy ne maradjanak le az egyik barátjuk házibulijáról. A szurkolócsapat azonban sokat fejlődött a segítségüknek köszönhetően, és Shawn nem akarja cserbenhagyni Carlyt. Ezért úgy döntenek, mégis maradnak. Még a Tigrisek ősellenségei, a Párducok is elismerik a riválisaik nagy fejlődését. Ám ekkor Carly barátja, Rick felfedezi a buszjegyeket, amelyeket valójában Shawn és Nick hazautazására szántak. Rick felolvas Nick ellopott naplójából is, amelybe verseket írt a Diora iránti szerelméről. Diora ezt kihallgatja. Carly és a pompomlánycsapat nagyot csalódik a fiúkban, a további félreértések miatt mégiscsak hazamennek. A barátjuk házibuliján nem igazán örülnek, és rájönnek, a csapatból nagy szimpátiát ébresztettek a pompomlányok iránt, és inkább visszautaznának, hogy szurkoljanak nekik a közelgő versenyen. A fellépésük jól megy, egészen addig, amíg Shawnt nem éri egy kisebb malőr. Az előadás közben Carly meglátja, hogy Rick a Párducok kapitányával smárol, és szakít vele. Carly a fellépés után megcsókolja Shawnt, és bevallja neki, mindig is ő volt az, aki motiválta őt. A szurkolócsapat a 19. helyen végez, ami Carly szerint 10 hellyel jobb, mint a legutóbbi versenyen.

## Szereplők
| Szerep                 | Színész              | Magyar hang       |
| ---------------------- | -------------------- | ----------------- |
| Shawn Colfax           | Nicholas D’Agosto    | Szvetlov Balázs   |
| Nick Brady             | Eric Christian Olsen | Hamvas Dániel     |
| Carly Davidson         | Sarah Roemer         | Nemes Takách Kata |
| Dr. Rick               | David Walton         | Szabó Máté        |
| Bianca                 | Danneel Harris       |                   |
| Lana                   | Janel Parrish        | Patkó Csenge      |
| Gwenyth                | AnnaLynne McCord     |                   |
| Sylvia                 | Margo Harshman       |                   |
| Kara                   | Jessica Szohr        | Trokán Nóra       |
| Diora                  | Molly Sims           | Major Melinda     |
| Poppy Colfax           | Juliette Goglia      | Mánya Zsófia      |
| Angela                 | Hayley Marie Norman  |                   |
| Byrnes edző            | Philip Baker Hall    | Kajtár Róbert     |
| Brewster               | Adhir Kalyan         | Molnár Levente    |
| Keith edző             | John Michael Higgins | Kassai Károly     |
| Margot Jane            | Kayla Ewell          | Vadász Bea        |
| Downey                 | Jake Sandvig         |                   |
| Mookie                 | Michael Blaiklock    |                   |
| Sara                   | Amber Stevens        |                   |
| Bruce                  | Alan Ritchson        |                   |
| Sas kabalafigura       | Masi Oka             |                   |
| futballjátékos (cameo) | Anthony Padilla      |                   |

A szinkront a Mafilm Audio Kft. készítette el.

## A film készítése
A film cselekménye ugyan Illinois államban játszódik, de a középiskolai jelenetek többségét 2008-ban a dél-pasadenai South Pasadena High School területén forgatták. A folyosójelenetet azonban a burbanki John Burroughs High Schoolban vették fel. A forgatás megkönnyítése érdekében a fiktív Gerald R. Ford High School kabalája is „Tigris” lett, mivel a South Pasadena High is a Tigrisek nevet viseli. A South Pasadena Tigers amerikaifutball-csapatának néhány felszerelését, például vállvédőit is kölcsönvették a filmhez. A focimeccs jeleneteit már a Calabasas High School pályáján forgatták, míg az uszodás jelenetet a Long Beach Polytechnic High School medencéjében vették fel. A pomponlány-tábor jeleneteit az Occidental College területén forgatták, ahol szintén a tigris a kabalaállat. Az egyik korai jelenetben látható vonat a Metro Gold Line. A pomponlányok gyakorlóhelyszínét pedig a Los Angeles County Arboretum and Botanic Garden biztosította.

## Fogadtatás

### Kritikai visszhang
A Rotten Tomatoes weboldalon 25%-os értékelést kapott 106 kritika alapján, az átlagos értékelése 4,10 pont a 10-ből. Az oldal szöveges összefoglalója szerint: „A Pomponsrácok nem olyan ízléstelen vagy fiatalkori, mint egy átlagos tinivígjáték, de nem is olyan vicces.” A Metacritic oldalán 31%-os értékelést ért el 18 kritika alapján, ami „általánosságban kedvezőtlen” eredményt jelent.
A Hollywood.com egyik kedvezőbb kritikája elismeri, hogy a film kielégítő a célközönség számára: „Egy felháborító, szexmániás tinivígjáték, aminek van miért ujjongani, különösen, ha 16 éves vagy”.

### Bevételi adatok
A filmet pénzügyileg sikertelennek tekintették. A Fired Up! 20 millió dolláros költségvetéssel készült, és világszerte 18 599 102 dolláros bevételt ért el, mielőtt elhagyta a mozikat. Az amerikai jegypénztáraknál a 9. helyen nyitott 5,4 millió dolláros bevétellel olyan filmek mögött, mint az akkor hatodik hete bemutatott A pláza ásza, illetve a második hete bemutatott Egy boltkóros naplója.
A DVD-kommentárban az üzletről (vagy annak hiányáról) beszélnek; Will Gluck rendező így nyilatkozott: „Visszatekintve, valószínűleg R kategóriás filmet kellett volna csinálnunk, de tetszik az ötlet, hogy olyan filmet forgassunk, amit mindenki megnézhet, és nem csak a 18 éven felüliek, vagy akiknek be kell osonniuk.” Az amerikai mozikból hét hét után távozott.

## Médiakiadás
A film 2009. június 9-én jelent meg DVD, UMD és Blu-ray formátumban. A filmnek megjelent egy vágatlan változata is, amely cenzúrázatlan káromkodást és rövid meztelenséget tartalmaz, ami a mozis változatban nem volt látható. Avril Lavigne kanadai énekesnő „Girlfriend” című dala szerepelt a film hanganyagán.